# Tipula crepera
Tipula crepera är en tvåvingeart som beskrevs av Alexander 1952. Tipula crepera ingår i släktet Tipula och familjen storharkrankar. Inga underarter finns listade i Catalogue of Life.